# Doom engine
Doom engine – silnik, który firma id Software stworzyła na potrzeby gry Doom. Został napisany w języku C przez Johna Carmacka. Dodatkowo nad silnikiem pracowali Mike Abrash, John Romero, Dave Taylor i Paul Radek. Opracowany na platformie NeXT Steve`a Jobsa, został przeportowany do środowiska DOS. W 1997 roku kod źródłowy silnika został opublikowany na niekomercyjnej licencji z myślą o wykorzystaniu go pod Linuksem. Dwa lata później kod został uwolniony na licencji GNU General Public License. Doczekał się wielu modyfikacji, m.in. wprowadzenia prawdziwie trójwymiarowych modeli, czy obsługi OpenGL.

## Lista gier opartych na Doom engine i jego pochodnych
- Doom
- Doom II
- Final Doom
- Heretic
- Hexen
  - Hexen Deathkings of the Dark Citadel
- Strife